# Костадин Мумджиев
Костадин Тодоров Мумджиев е български архитект.

## Биография
Роден е на 8 юли 1892 г. в Пазарджик. Той е едно от петте деца на просветния и обществен деец Тодор Мумджиев и Дарина Пенева. Дядо му Иван Мумджиев създава една от първите големи свещарници в Пазарджик. А дядо му по майчина линия е собственик на първата книжарница в Пазарджик и благодетел. През 1911 – 1912 г. учи архитектура във Висшето техническо училище в Прага, Чехия. Прекъсва обучението, за да участва в Балканската, Междусъюзническата и в Първата световна война. Продължава следването си в Прага заедно с братовчеда на Димчо Дебелянов, арх. Вельо Дебелянов. Преподаватели са му Йозеф Шанта и Антон Балшанек. По това време се запознава с архитектите Борис Бояджиев и Лазар Парашкеванов. Дипломира се през 1921 г. Установява се в родния си град, където работи като архитект на свободна практика. През 1925 г. става съосновател и пръв председател на туристическото дружество „Славееви гори“ в Пазарджик. През 1927 г. закупува терен в София и построява кооперативна апартаментна сграда на ул. „Княз Борис I", където впоследствие установява и кантората си. Напуска БИАД и се присъединява към новоучреденото Дружество на българските архитекти. През 1929 г. се жени за дъщерята на политолога и политик Никоа Пъдарев. През 1936 г. Пазарджишката община му възлага строителните работи на Съдебната палата в града. По негов проект и строителен надзор е построен и паметникът на Алеко Константинов на остров Свобода през 1937 г. През март 1937 г. участва в изложбата и XIV редовен конгрес на Дружеството на българските архитекти, които се провеждат в изложбената галерия на Художествената академия в София. В периода след януари 1945 г. е началник на отделението към Министерство на обществените сгради, пътищата и благоустройството за изграждане и възстановяване на София след бомбардировките. Синът му Никола Мумджиев е оперен певец, а дъщеря му Дора Мумджиева е медицински психолог. Умира на 25 ноември 1946 г. в София.

## Творби
Архитект Костадин Мумджиев е автор на около 60 сгради, от които 20 са обществени. Проектира паметници и съоръжения. В ранните му творби е характерен преходът от романтизъм и сецесион към ар деко. Зрялото му творчество е под влияние на модернизма. Негови творби са:
- Сградата на Общинския съвет в Пазарджик;
- Сградата на Съдебната палата в Пазарджик;
- Хирургическото отделение на Окръжната болница в Пазарджик;
- Кулата на пощата в Пазарджик;
- Къщите на д-р Ставриди Йотова в Пазарджик;
- Сградата на Водния синдикат в Пазарджик;
- Стопански сгради на братя Сарамбелиеви в Пазарджик;
- Жилищна сграда на ул. „11-и август“ в Пазарджик;
- Три жилищни сгради на братя Лило в Пазарджик;
- Кищети на Сиди, Петър Чемишев, Ангел Чемишев, Костадин Костурков, Шахънов, Георги Тамахкяров в Пазарджик;
- Къща на д-р В. Мумджиев на ул. „М. Атанасов“ 8 в Пазарджик;
- Камбанарията на църквата „Св. Богородица“ в Пазарджик;
- Паметник на Алеко Константинов на остров „Свобода“ в Пазарджик;
- Сградата на училището в село Синитево;
- Сградата на училището в село Динката;
- Мост над река Марица между Септември и Ветрен (заедно с инж. Димитър Томов);
- Църквата „Св. Пророк Илия“ в Дорково;
- Къща на Пеневи на ул. „Тодор Пенев“ във Велинград;
- Вилите на Георги Тамахкяров и на Кръстю Левичаров във Велинград;
- Къщата на Шабат във Велинград;
- Хотел „Люлин“ във Велинград;
- Кооперативни апартаментни сгради на ул. „Княз Борис I“ 104 в София;
- Кооперативни апартаментни сгради на ул. „Врабча“ 1 в София (през 1947 г. е съборена за строителството на сградата на Националната опера и балет);
- Кооперативни апартаментни сгради на Пъдареви с търговски базар бул. „Христо Ботев“ 67 в София;
- Кооперативни апартаментни сгради на Младен Стойчев с фурна и магазини на бул. „Патриарх Евтимий“ 78 и ул. „Цар Асен“ в София;
- Кооперативни апартаментни сгради на бул. „Скобелев“ 44 в София;
- Кооперативни апартаментни сгради на ул. „Солунска“ 42 в София;
- Кооперативни апартаментни сгради на ул. „Доспат“ 38 в София;
- Шест частни къщи в кв. „Иван Вазов“ в София;
- Вила на д-р Батаклиев в Боровец;
- Собствена вила в Княжево;
- Вила на Минев в Горна баня;
- Детайли на парапетите на стълбището в Съдебната палата в София;
- Здравен пункт в Бургас;
- Карловската хижа под връх Ботев (изгоряла);
- Две вили в Костенец.[1]